# Rouffiac, Charente-Maritime

Rouffiac este o comună în departamentul Charente-Maritime, Franța. În 1 ianuarie 2022 avea o populație de 503 de locuitori.